# Puppylove
Pour les articles homonymes, voir Puppy Love (homonymie).
Pour plus de détails, voir Fiche technique et Distribution.
Puppylove est un film romantique belge écrit et réalisé par Delphine Lehericey, coréalisé par Martin Coiffier et sorti en 2013. Les rôles principaux sont tenus par Solène Rigot, Audrey Bastien et Vincent Pérez.

## Synopsis
Diane est une jeune fille de quatorze ans, énigmatique et solitaire, cherchant à s'arracher de l'enfance. 
Elle passe son temps à s'occuper de son petit frère, Marc et entretient avec son père une relation fusionnelle. 
Un jour, Julia, une adolescente anglaise et rebelle, s'installe avec ses parents dans l’appartement en face de chez elle. C'est alors que sa vie bascule... 

## Fiche technique
- Réalisation : Delphine Lehericey
- Scénario : Martin Coiffier, Delphine Lehericey
- Image : Sébastien Godefroy
- Montage : Ewin Ryckaert
- Musique : Soldout
- Durée : 85 minutes
- 18 mars 2014 :  France

## Distribution
- Solène Rigot : Diane
- Audrey Bastien : Julia
- Vincent Perez : Christian
- Joel Basman : Paul
- Valérie Bodson : Catherine
- Thomas Coumans : le barman
- Eric da Costa : Hockey coach
- Théo Dardenne : Gilles
- Aurore Delisse Dit L'Espagne : Marie
- Theo Gladsteen : Antoine
- Vadim Goldberg : Marc
- Jan Hammenecker : Yann
- Martin Nissen : Franck

## Récompense
- Magritte 2015 : Meilleure musique originale